# NGC 2204
NGC 2204 ist ein offener Sternhaufen im Sternbild Großer Hund.
Das Objekt wurde am  6. Februar 1785 von Wilhelm Herschel entdeckt.